# Stefan Duba-Dębski
Stefan Dębski (Stefan Duba-Dębski, pierwotne nazwisko Stefan Duba, ur. 19 czerwca 1914 w Krakowie, zm. 10 stycznia 1977), polski tłumacz literatury pięknej z języka czeskiego i słowackiego, felietonista i dziennikarz.
Syna Antoniego Duby i Stanisławy Randa. Przed II wojną światową asystent w Państwowej Wyższej Szkole Górniczej w Katowicach. W sierpniu 1939 r. poślubił Helenę Gruszczyńską (1913–1988), późniejszą tłumaczkę literatury z języka czeskiego. 5 grudnia 1940 r. urodziła się ich córka, Agnieszka Barbara (także późniejsza tłumaczka literatury pięknej). W okresie okupacji utrzymywał się z handlu. Po wojnie studiował filologię słowiańską i filozofię na Wydziale Humanistycznym Uniwersytetu Jagiellońskiego (mgr filozofii). W latach 1945–1947 urzędnik attachatu prasowo-kulturalnego ówczesnego poselstwa RP w Czechosłowacji.
Debiutował na łamach "Twórczości" w maju 1947 r. Artykuły i felietony i przekłady dzieł literatury czeskiej i czechosłowackiej publikował m.in. na łamach "Nowej Kultury", "Wsi", "Świata" i "Trybuny Ludu" (m.in. o Jaroslavie Hašku – posłowie do Przygód dobrego wojaka Szwejka). Współpracował też z Polskim Radiem jako autor słuchowisk, (m.in. "Romeo i Julia", "Skazani Prometeusza", "Śmierć Archimedesa", "Awantura z chomikiem" i in.) i felietonów dotyczących literatury czechosłowackiej. We wrześniu 1956 r. przyjęty w poczet członków - kandydatów do Związku Literatów Polskich, jednak pod koniec marca 1957 r. z przyczyn osobistych zrezygnował z ubiegania się o członkostwo w ZLP.

## Przekłady
- Baśnie czeskie i słowackie (Ludowa Spółdzielnia Wydawnicza)
- Jan Drda, Milcząca barykada (nowele; 3 wydania)
- Samo Faltan, Zwycięskie spotkanie (pamiętnik partyzanta)
- Jerzy Marek, Wieś pod ziemią (powieść)
- Ludwik Aszkenazy, Aniołek, czyli samokrytyka
- Karel Čapek, Drobne prozy (Państwowy Instytut Wydawniczy)
- Wašek Kania, Dziecko wojny (powieść; Państwowe Wydawnictwo "Iskry" 1954)
- Wieczory z Jarosławem Haszkiem (wespół z Heleną Gruszczyńską-Dubową; Spółdzielnia Wydawnicza „Czytelnik” 1956)
- Piotr Karwasz, Diabeł nie śpi (Państwowe Wydawnictwo "Iskry" 1957)
- Ivan Olbracht, Zdobywca (Państwowe Wydawnictwo "Iskry" 1958; wyd. 2: Śląsk 1985, ISBN 83-216-0482-X; seria: "Biblioteka Pisarzy Czeskich i Słowackich")
- Rudolf Luskač, Rewir bez granic (Państwowe Wydawnictwo "Iskry" 1959; seria: "Naokoło świata")
- Jaroslav Vavra, Afrykańskie wędrówki (Państwowe Wydawnictwo "Iskry" 1963; seria: "Naokoło świata")
- Czternaście opowiadań czeskich i słowackich (wespół z Jadwigą Bułakowską, Cecylią Dmochowską, Heleną Gruszczyńską-Dębską, Edwardem Madanym, Emilią Witwicką(inne języki); Państwowe Wydawnictwo "Iskry" 1966)
- Janko Jesensky, Demokraci (powieść satyryczna; wydanie 2: "Śląsk" 1986, ISBN 83-216-0495-1; seria: "Biblioteka Pisarzy Czeskich i Słowackich")
- Jaroslav Hašek, Szczęśliwe gniazdko i inne humoreski (opowiadanie Rozmowa z małym Milą tłum. Agnieszka Barbara Dębska; vis-’a-vis/Etiuda 2004, ISBN 83-89640-19-8)
- Jaroslav Hašek, Zniknięcie posła i inne opowiadania (wespół z Heleną Gruszczyńską-Dębską; rys. Josef Lada; vis-’a-vis/Etiuda - Empol 2004, ISBN 83-89640-08-2, ISBN 83-917412-1-4)